# Broncorreia
Broncorreia é a produção de mais de 100 ml por dia de escarro aquoso. A bronquite crônica é uma causa comum, mas também pode ser causada por asma, contusão pulmonar, bronquiectasias, tuberculose, câncer, picadas de escorpião, hipotermia grave e envenenamento por organofosforados e outros venenos. Broncorreia maciça pode ocorrer em qualquer carcinoma bronquioloalveolar, ou em câncer metastático que está crescendo em um padrão bronquioloalveolar. Ocorre comumente no cenário de trauma da parede torácica, em que a definição pode causar atelectasia lombar.

## Tratamentos
Algumas opções de tratamento são:
- Gefitinib
- Indometacina
- Corticosteróides
- Octreótido
- Radioterapia
- Broncoscopia, como muitas vezes é feito no cenário pós-traumático.